# 横浜市立笹山小学校
横浜市立笹山小学校（よこはましりつ ささやましょうがっこう）は、かつて神奈川県横浜市保土ケ谷区上菅田町に存在した公立の小学校。統合のため2020年3月31日閉校した。

## 概要
学校教育目標は「自分大好き　友達大好き　進め！笹山の子」
周辺の人口減少により、2020年3月に上菅田小学校とともに閉校し、横浜市立上菅田笹の丘小学校へ統合された。上菅田笹の丘小学校は、旧上菅田小学校の敷地を使用することになったが、校舎は建て替え新築とし、新校舎完成までは笹山小学校の校舎が暫定使用された。2024年1月に新校舎へ移転した。

## 沿革
特記以外出典
- 1973年（昭和48年）4月 - 県営笹山団地など周辺の人口増加に対応して横浜市立上菅田小学校より分離独立し[5]、横浜市立笹山小学校開校。
- 1974年（昭和49年）9月 - 校章制定、笹山小学校PTA設立
- 1975年（昭和50年）1月 - 体育館完成・落成式
- 1976年（昭和51年）5月 - プール完成
- 1983年（昭和58年）3月 - 校歌制定
- 2020年（令和2年）3月31日 - 閉校。なお、前年（2019年）12月現在の児童数は77名であり[6]、最後の卒業生は12名となった[7]。

## 著名な出身者
- 石井正則 - 俳優[8]

## 交通アクセス
出典
- 相模鉄道上星川駅 または 横浜駅より横浜市営バス急行92系統にて「笹山団地入口」バス停より徒歩8分
- JR横浜線鴨居駅より横浜市営バス・神奈中バス56系統にて「竹山団地折返場」バス停より徒歩8分